# Imposta sulle macchine per caffè espresso
L'imposta sulle macchine per caffè espresso era un tributo comunale italiano definitivamente abrogato con la riforma tributaria degli anni 1970.

## Storia
L'imposta venne istituita con a carico di determinati esercizi con regio decreto legge 30 giugno 1926. Con regio decreto legge n. 73 del 6 gennaio 1927 fu prorogata la data di entrata in vigore del tributo, precedentemente stabilita al luglio 1926, facendola decorrere dal marzo 1927.
Il 21 aprile 1927, con apposito Decreto, l'imposta fu dichiarata obbligatoria in tutti i comuni.

## Applicazione dell'imposta
Il tributo (art. 190 Testo unico sulla finanza locale - Decreto n. 1175/1931) era dovuto da tutti i titolari di bar, caffè e di tutti gli altri stabilimenti nei quali si vendeva o comunque consumava caffè espresso, oltre all'imposta di patente ed a quelle di licenza.
Riscosso dalla Guardia di finanza in favore dei municipi, la tariffa del dazio era la seguente:
| Lettera | Caratteristiche della macchina                                                               | Tariffa  |
| A       | per ogni macchina ad un becco                                                                | Lire 150 |
| B       | per ogni macchina a due becchi                                                               | Lire 300 |
| C       | per ogni macchina avente becchi o congegni superiore a due: per ogni becco o congegno in più | Lire 100 |